# Тулєєв Аман Гумірович
Ама́н Гумі́рович Тулє́єв (уродж. Амангельди Молдагазиєвич Тулє́єв; каз. Аманкелді Молдағазыұлы Төлеев); 13 травня 1944, Красноводськ, Туркменська РСР, СРСР — 20 листопада 2023) — російський політик. Ректор Кузбасівського регіонального інституту розвитку професійної освіти з 17 вересня 2018 року.
Губернатор Кемеровської області з 1 червня 1997 року по 1 квітня 2018 року (з перервою у січні — травні 2001). З 3 квітня 2018 депутат Ради народних депутатів Кемеровської області (Голова з 10 квітня по 14 вересня 2018).
Перебував на посаді губернатора більш ніж 20 років, за цим показником серед губернаторів посідав друге місце в Росії після Євгена Савченка. 1 квітня 2018 року подав у відставку за власним бажанням. Повний кавалер ордена «За заслуги перед Вітчизною».

## Біографія
Амангельди Молдагазиєвич Тулєєв народився 13 травня 1944 року в Красноводску Туркменської РСР в сім'ї Молдагази Колдибаєвича Тулєєва (1914—1943), казаха за національністю з підроду Баликши роду Адай, загиблого на фронті. Мати — Муніра Файзівна Власова (уроджена Насирова; 1921—2001), наполовину татарка, наполовину башкирка. Дід Тулєєва Колдибай був алашординцем і загинув у громадянську війну. Виростив і виховав вітчим — Інокентій Іванович Власов (1923—1984). Після 1964 року з міркувань милозвучності Тулєєв став використовувати ім'я та по батькові «Аман Гумірович».
У 1964 році закінчив Тихорєцький технікум залізничного транспорту. У 1973 році заочно закінчив Новосибірський інститут інженерів залізничного транспорту (нині Сибірський державний університет шляхів сполучення) за спеціальністю — «інженер шляхів сполучення по експлуатації залізниць». У 1989 році заочно закінчив Академію суспільних наук при ЦК КПРС (нині Російська академія державної служби).
У 1964 році почав працювати черговим по станції на залізничній станції Мундибаш Новокузнецького відділення Західно-Сибірської залізниці. Після служби в лавах Радянської Армії (1964—1967) в інженерно-саперних частинах ЗабВО повернувся на колишнє місце роботи, де працював черговим по станції (1967—1968), старшим помічником начальника станції (1968—1969) і начальником станції Мундибаш (1969—1973). Потім — начальник станції «Междурєченськ» Новокузнецького відділення Західно-Сибірської залізниці (1973—1978), заступник начальника (1978—1983) і начальник Новокузнецького відділення Кемеровської залізниці (1983—1985).
У 1985—1988 роках — завідувач відділу транспорту і зв'язку Кемеровського обкому КПРС.
У 1988—1990 роках — начальник Кемеровської залізниці.

### Політична діяльність
У 1991 році висунув свою кандидатуру на виборах президента Росії. Набрав 7 % голосів виборців, зайняв 4 місце (після Єльцина, Рижкова, Жириновського).
У 1990—1993 роках — народний депутат РРФСР.
У 1990—1993 роках — голова Кемеровської обласної Ради народних депутатів. З грудня 1990 по серпень 1991 року — голова виконавчого комітету обласної Ради народних депутатів. У серпні 1991 року тодішній голова кемеровського облвиконкому Тулєєв пообіцяв голові ГКЧП Геннадія Янаєва «підписатися під кожним словом» звернення ГКЧП. За це згодом Борис Єльцин призначив главою адміністрації області Михайла Кислюка — одного з лідерів робітничого руху Кузбасу.
У березні 1994 на виборах в законодавчі збори Кемеровської області створений ним блок «Народовладдя» отримав 63,3 відсотка голосів. У квітні Тулєєв очолив обласні законодавчі збори. Будучи спікером, систематично звинувачував призначеного Єльциним главу адміністрації Михайла Кислюка в корупції та махінаціях, ініціював різного роду парламентські перевірки діяльності обласної адміністрації, у зв'язку з чим набув широкої популярності в регіоні.
У 1994—1996 роках — голова Законодавчих зборів Кемеровській області, член Ради Федерації Федеральних зборів РФ.
22 серпня 1996 року призначений міністром Російської Федерації щодо співробітництва з державами-учасниками Співдружності Незалежних Держав. На думку спостерігачів, цю пропозицію було зроблено з метою відвернути Тулєєва від виборів губернатора Кемеровської області, призначених на 1997 рік. Проте до весни-літа 1997 року ситуація змінилася: в області пройшов ряд масових пікетів і мітингів, глава області Кислюк мав украй низький рівень популярності. В цих умовах Кремль сам запропонував Тулєєву стати новим головою області.
1 липня 1997 року призначений головою Адміністрації Кемеровської області. Це призначення було прийнято Єльциним в ситуації зростаючої соціальної напруженості в Кузбасі.
19 жовтня 1997 року переміг на виборах губернатора Кемеровської області (94,54 % голосів).
25 січня 2001 року подав у відставку з поста губернатора Кемеровської області. Причиною відставки, за власним висловом Тулєєва, було бажання поєднати вибори губернатора з муніципальними виборами. Знову виставив свою кандидатуру на дострокових виборах 22 квітня 2001 року і переміг, отримавши 93,5 % голосів. 4 травня 2001 року знову вступив на посаду губернатора Кемеровської області.
Тричі — у 1991, 1996 і 2000 — балотувався на пост президента Росії. Під час виборів президента РРФСР 12 червня 1991 року отримав 6,81 % голосів виборців (четвертий результат із шести). На президентських виборах 1996 року зняв свою кандидатуру напередодні першого туру виборів та закликав своїх виборців віддати свої голоси на підтримку кандидата від «народно-патріотичного блоку» Геннадія Зюганова. На виборах-2000 набрав 2,95 % голосів, майже всі голоси були подані в Кемеровській області, де рівень підтримки перевищив 50 % і навіть остаточний російський результат В. В. Путіна.
На виборах у Держдуму 1999 року Тулєєв іще входив до списку КПРФ, але в Кузбасі вже підтримував «Єдність». У 2000 році був виключений з НПСР. У грудні 2003 року очолив регіональний список «Єдиної Росії», яка завдяки цьому набрала в Кемеровській області 52 %. Всі 35 депутатів Ради народних депутатів Кемеровської області були обрані від блоку «Служу Кузбасу», сформованого за підтримки Тулєєва.
У липні 1999 року відмовився прийняти від Б. Єльцина орден Пошани, пояснивши це так: «Я просто не можу принципово прийняти нагороду від влади, яка втягнула країну у злидні». Однак у вересні 2000 року прийняв цю нагороду від В. Путіна.
З 24 травня по 19 грудня 2003 і з 25 травня по 29 листопада 2009 року — член президії Державної ради Російської Федерації.
У 2005 році Путін подовжив Тулєєву термін повноважень до 2010 року. У цьому ж році Аман Тулєєв вступив у партію «Єдина Росія».
Засновник регіонального громадського благодійного фонду «Допомога» та громадського благодійного фонду «Семипалатинський слід».
11 березня 2010 року Д. Медведєв вніс кандидатуру Тулєєва до парламенту Кемеровської області для затвердження його на посаді губернатора. Через тиждень обласна Рада народних депутатів одноголосно затвердила на посаді губернатора Тулєєва на четвертий термін.
27 грудня 2011 року Рада народних депутатів Кемеровської області присвоїла Тулєєву почесне звання «Народний губернатор».
У 2013—2014 роках фігурував у десятці найефективніших губернаторів у Російській Федерації за версією «Фонду розвитку громадянського суспільства».
16 квітня 2015 року у зв'язку з закінченням терміну повноважень В. Путін призначав Тулєєва тимчасово виконуючим обов'язки губернатора Кемеровської області до вступу на посаду особи, обраної губернатором області. 26 травня 2015 року на праймеріз «Єдиної Росії» на пост кандидата в губернатори Кемеровської області в Новокузнецькому драматичному театрі набрав більшість голосів. 13 вересня 2015 року знову обраний головою Кузбасу, набравши 96,69 %. 22 вересня 2015 року вступив на посаду губернатора Кемеровської області.
На парламентських виборах восени 2016 року очолив партійний список «Єдиної Росії» по Республіці Алтай, Алтайському краю, Кемеровській і Томській областях.

### Стан здоров'я
У 2011 році переніс операцію на хребті.
У жовтні 2016 року було прийнято рішення про необхідність планової операції, яка була відкладена до травня 2017 року. У травні-червні стали з'являтися чутки про його звільнення з посади, породжені тривалою відсутністю політика на публіці: 9 травня він не брав участі в заходах святкування Дня Перемоги, 22 травня пішов у відпустку, яку пролонгував кілька разів.
У травні 2017 року переніс операцію на хребті у клініці в Німеччині. В процесі лікування медики прийняли рішення про збільшення і розширення обсягу операції, яка в підсумку тривала більш ніж дев'ять годин, лікарі використовували металеві конструкції. У післяопераційний період виникли ускладнення (пневмонія), які вдалося купірувати. З 11 червня Тулєєв перебував в обласній клінічній лікарні швидкої медичної помощи № 3 ім. М. А. Подгорбунського у Кемерові.
1 липня 2017 року Тулєєва на ношах привезли на аеродром Кемерова і доставили в Москву на літаку МНС, обладнаному засобами для транспортування пасажирів, які перебувають у важкому стані. У Москві співробітники Всеросійського центру медицини катастроф «Захист» відвезли його в Центральну клінічну лікарню Управління справами президента, де за його здоров'ям був організований практично цілодобовий контроль та призначено низку процедур, які повинні допомогти йому відновитися після операції на хребті.
12 серпня 2017 року повернувся в Кемерово. Відразу приступив до роботи, перебуваючи в інвалідному кріслі; провів нараду, піддавши критиці ряд високопоставлених обласних чиновників, які не спростовували чутки про його смерть.

### Боротьба з тероризмом
Аман Тулєєв неодноразово брав участь у переговорах з терористами. У 1991 році, будучи народним депутатом РРФСР, Тулєєв допоміг звільнити з автобуса захоплену в заручниці поблизу Красної площі Машу Пономаренко, запропонувавши себе в обмін на дівчинку.
У 1995 році вів переговори з Євгеном Жеренковим, який захопив людей на кемеровському автовокзалі і погрожував підірвати саморобну бомбу.
У 1999 році в Чечні Тулєєв був засуджений до смертної кари за нібито прийняте ним християнство.
У 2001 році Тулєєв взяв участь у знешкодженні Андрія Пангіна, який узяв у заручники водія таксі в кемеровському аеропорту.
У 2007 році після телефонних переговорів Тулєєва з прапорщиком міліції Шаталовим, що погрожував підірвати житловий будинок і який забарикадувався у себе в квартирі, новокузнецьким силовикам вдалося знешкодити терориста і взяти його живим.
13 березня 2009 року Аман Тулєєв вів переговори з грабіжником, який захопив у заручники трьох жінок-касирів і двох охоронців у банку.

### Пожежа в ТРЦ «Зимова вишня» і відставка
25 березня 2018 року в Кемерові сталася пожежа в торгово-розважальному центрі «Зимова вишня». В результаті пожежі загинули 60 осіб, в тому числі і малолітня племінниця Амана Тулєєва. Сам Тулєєв не приїхав на місце трагедії на прохання глави МНС Росії Володимира Пучкова, щоб не ускладнювати проведення рятувальної операції.
27 березня 2018 року в місті пройшов мітинг. Більш ніж чотири тисячі мітингувальників у Кемерові зажадали відставки Тулєєва. Незважаючи на присутність на мітингу родичів загиблих, Тулєєв сказав, що на мітингу присутні 200 «бузотерів», а родичів загиблих немає. При цьому губернатор заявив, що сім'ям загиблих і постраждалих у результаті пожежі регіональними властями буде надана допомога, а особисто він зустрінеться з кожною сім'єю. 30 березня Тулєєв перерахував свій одноденний заробіток (5803 рублі) на рахунок допомоги сім'ям загиблих при пожежі в ТЦ «Зимова вишня».
1 квітня 2018 року Аман Тулєєв виступив із відкритим відеозверненням до жителів Кемеровської області, а також звернувся до президента Російської Федерації з заявою про дострокове припинення повноважень за власним бажанням, яке було задоволено через кілька годин. У телефонній розмові, що відбулася того ж дня, президент Володимир Путін подякував Аману Тулєєва за багаторічну роботу на посаді керівника регіону.
3 квітня став депутатом Кемеровської облради. Хоча після регіональних виборів у Кемеровській області 2016 року Аман Тулєєв відмовився від депутатського мандату, він все ж зміг отримати його знову.
10 квітня на позачерговій сесії обласної ради Кемеровської області був обраний її спікером. Із 39 присутніх при голосуванні депутатів ради області 38 проголосували за обрання, 1 проти. Обіймав посаду спікера до 14 вересня.
17 вересня 2018 року був призначений ректором Кузбасівського регіонального інституту розвитку професійної освіти.

### Родина
Дружина — Тулєєва (уроджена Соловйова) Ельвіра Федорівна (нар. 1943). У шлюбі народилися сини Дмитро (нар. 1968) і Андрій (1972—1998; загинув в автокатастрофі в Ташкенті).
Онуки — Станіслав Андрійович Тулєєв (нар. 1992), Андрій Дмитрович Тулєєв (нар. 1999) і Тетяна Дмитрівна Тулєєва (нар. 2005).

### Власність і доходи
Сімейний дохід А. Тулєєва за 2011 рік становив 8,8 млн рублів. У 2010 році губернатор отримав дохід у розмірі 3 млн рублів. Площа ділянки, на якій знаходиться дача Тулєєва, перевищує 158 гектарів. На дачі Тулєєва є три особняки загальною площею понад одну тисячу квадратних метрів, а також 12 одноповерхових будинків (їх площа не уточнюється). Через всю резиденцію проходить дорога завдовжки близько одного кілометра. Крім цього, в резиденції розташовані близько 40 господарських будівель: котельні, погреби, пральня, склад і власна артезіанська свердловина. Крім того, співробітники ФБК виявили ставок із пірсом площею чотири тисячі квадратних метрів, поруч із яким знаходиться споруда, схожа на лазню.

## Наукова діяльність
Доктор політичних наук (тема дисертації «Політичне лідерство в регіонах сучасної Росії», 2000). Почесний професор Улан-Монгольського університету Монгольської Академії наук.
Дійсний член недержавних Міжнародної академії інформатизації та Міжнародної інженерної академії.

### Основні праці
- Довге відлуння путчу. — М., 1992.
- Влада в руках людини і … чоловік в руках влади. — Новосибірськ, 1993.
- На зламах життя… (публічні лекції з соціології). — Новосибірськ, 1993.
- Ціна ілюзій. — Новокузнецьк: 1995.
- Вітчизна — біль моя. — М, 1995.
- Судіть самі. — Кемерово, 1996.
- Подолання. — Кемерово, 2009.
- Все у нас вийде! (З ділових записок губернатора Кемеровської області).— Кемерово, 2013.

## Нагороди
Державні нагороди Російської Федерації
- Орден «За заслуги перед Вітчизною» I ступеня (29 жовтня 2018 року) — за значний внесок у реалізацію державної політики Російської Федерації та активну громадсько-політичну діяльність[65]
- Орден «За заслуги перед Вітчизною» II ступеня (16 квітня 2012 року) — за заслуги перед державою і великий особистий внесок у соціально-економічний розвиток регіону[66][67][68]
- Орден «За заслуги перед Вітчизною» III ступеня (17 січня 2008) — за великий внесок у зміцнення російської державності та соціально-економічний розвиток області[69]
- Орден «За заслуги перед Вітчизною» IV ступеня (28 березня 2003) — за великий внесок у зміцнення російської державності та багаторічну сумлінну працю[70][71]
- Орден Олександра Невського (16 травня 2014) — за особливі особисті заслуги перед державою та багаторічну сумлінну працю[72]
- Орден Пошани (5 липня 1999) — за великий особистий внесок у соціально-економічний розвиток області[73][74]

Іноземні нагороди
- Орден князя Ярослава Мудрого V ступеня (Україна, 11 травня 2004 року) — за вагомий особистий внесок у розвиток українсько-російських економічних взаємин та з нагоди 60-річчя з дня народження[75][76]
- Орден «Дружба» (Азербайджан, 12 травня 2014 року) — за особливі заслуги у розвитку дружніх зв'язків і співробітництва між Азербайджанською Республікою і Російською Федерацією[77]
- Орден Достик II ступеня (Казахстан)[78]
- Орден Дружби народів (Білорусія, 5 липня 2002 року) — за великий особистий внесок у розвиток і зміцнення дружби і співпраці між народами Росії та Білорусії[79][80]
- Орден Пошани (Білорусь, 4 вересня 2014 року) — за значний особистий внесок у розвиток економічних, науково-технічних і культурних зв'язків між Республікою Білорусь і Кемеровської областю Російської Федерації[81]
- Орден Полярної зірки (Монголія)
- Пам'ятна медаль «Астана» (Казахстан)[82]

Конфесійні нагороди
- Орден преподобного Сергія Радонезького II ступеня (РПЦ)
- Орден святителя Інокентія, митрополита Московського і Коломенського I ступеня (РПЦ)
- Орден святого благовірного князя Данила Московського II ступеня (РПЦ)
- Орден Слави і честі (РПЦ)